# Meliturgula braunsi
Meliturgula braunsi là một loài Hymenoptera trong họ Andrenidae. Loài này được Friese mô tả khoa học năm 1903.